# Bohuslav (Staré Sedliště)
Bohuslav (německy Wusleben nebo také lidově Wouslum) je zaniklá vesnice v Českém lese, v okrese Tachov. Vesnice se nacházela na katastru Starého Sedliště zhruba pět kilometrů severozápadně od Přimdy na cestě mezi vesnicemi Labuť a Hošťka.

## Historie

### Středověk
Nejstarší písemná zmínka o Bohuslavi pochází z roku 1352, kdy byla zmíněna jako jedna z vesnic přimdských Chodů. Své jméno pravděpodobně získala od svého možného zakladatele Bohuslava z Boru (předka pánů ze Švamberka), který byl královským purkrabím v blízké Přimdě na přelomu 13. a 14. století. Patnáct let od roku 1363 do roku 1378 patřila Bohuslav královské komoře a správce místní farnosti byl dosazován přímo českým králem Karlem IV.

### Novověk
Třicetiletá válka poznamenala i Bohuslav, k roku 1640 zde byly evidovány jen dva obydlené statky. Po skončení války došlo k opětovnému osídlení. 

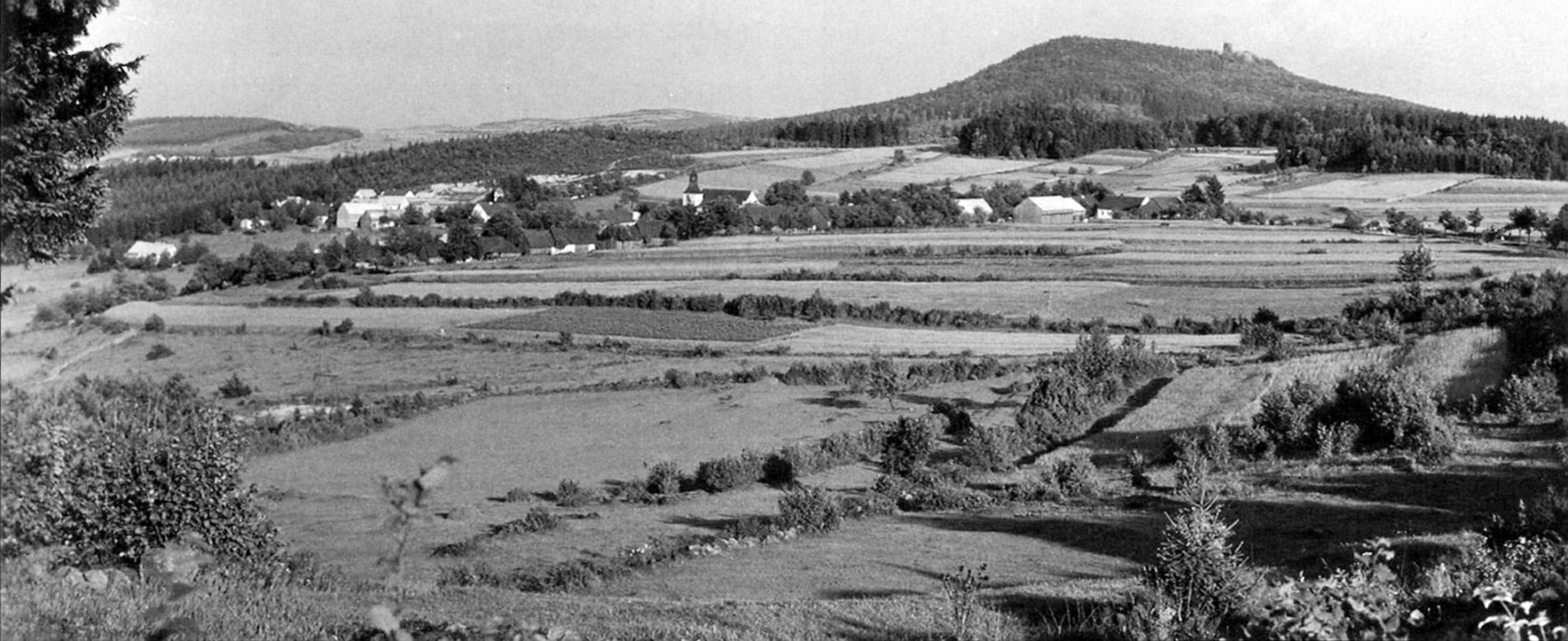
Celkový pohled na ves Bohuslav v době první československé republiky

V domě č. p. 30 bydlel až do roku 1892 kamenický rod Frischů. Člen tohoto rodu Johannes Frisch vyhotovil v roce 1749 sloup se sochou sv. Jana Nepomuckého. Původní středověký kostel sv. Martina prošel barokní přestavbou a později další přestavbou v roce 1792. Měl jednu loď a kolmo zakončený presbytář. V roce 1861 byla znovuvystavěna jeho věž. V roce 1921 bylo v obci 65 domů, ve kterých žilo 347 obyvatel.

### Druhá světová válka

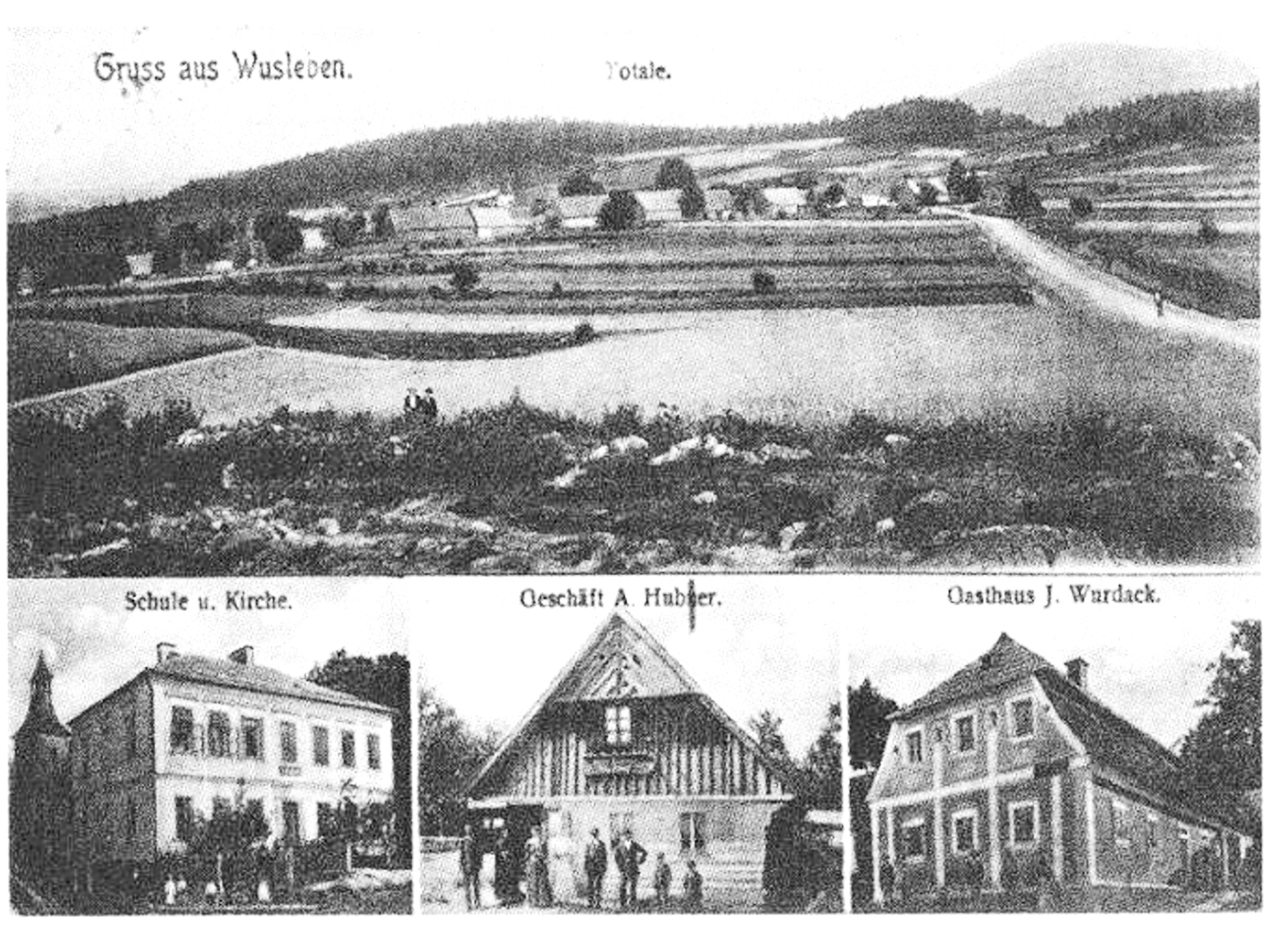
Pohlednice z roku 1900

Ještě před vypuknutím druhé světové války žilo v Bohuslavi 298 obyvatel v 68 domech. Ke konci války 1. května 1945 došlo u kaple nad Bohuslaví ke střetu jednotek americké armády s padesátičlenným oddílem SS. Bohuslav byla těžce zasažena a 22 usedlostí vyhořelo. Vyhořela také fara. Do tří let nato byla v rámci poválečného odsunu Němců z Československa donucena poslední bohuslavská německá rodina k odchodu.

### Součást vojenského prostoru
Svatomartinský kostel byl po válce opakovaně vyrabován a začal být využíván jako skladiště. Celá vysídlená obec byla začleněna v roce 1949 do nově vzniklého vojenského prostoru. V roce 1963 došlo v kostele k požáru a vyhořelý kostel byl poté zbourán. V letech 1950 až 1973 byla Bohuslav uváděna jako osada obce Labuť a poté už přestala být uváděna úplně.

### Po sametové revoluci
V roce 1990 byl zrušen zdejší vojenský prostor i s tankovou střelnicí. Téhož roku byl Frischův sloup - na kterém dříve stála socha sv. Jana Nepomuckého – opatřen novým křížem. V roce 2011 našel v Bohuslavi Václav Vobořil, člen Klubu hledačů HP Tachov, pomník zpola zapadlý v bažině. Pomník byl zrekonstruován, v jeho okolí zřízena lávka a studánka. Pomník nese německý nápis, jehož překlad zní: „Zřízeno Christofem a Margaretou Müller z Bohuslavi č. 23 na památku syna Georga, který byl 26. prosince 1878 smrtelně zraněn a v důsledku toho vypustil duši.“

## Památný jírovec
Severně od hlavní cesty procházející bývalou Bohuslaví stál ještě v roce 1994 rozložitý jírovec maďal. Jednalo se o největší exemplář tohoto stromu v tachovském okrese.